# Blanc comme neige (film, 1931)
Pour les articles homonymes, voir Blanc comme neige.
Blanc comme neige est un film français réalisé par Jean Choux, Camille Lemoine et Francisco Elías sorti en 1931.

## Fiche technique
- Réalisation : Jean Choux, Camille Lemoine, Francisco Elías
- Scénario : d'après la pièce d'Alin Monjardin et Léon Xanrof : Souris blonde
- Musique : François de Breteuil
- Chef opérateur : Maurice Forster
- Société de production : Orphea-Film
- Société de distribution : Oostra Toonfilm
- Format : Son mono - 35 mm - Noir et blanc - 1,20:1
- Durée : 91 minutes
- Date de sortie en France : 31 juillet 1931

## Distribution
- Léo Courtois : Camille Lemoine
- Martine de Breteuil : Miquette
- Henri Fabert : Le détective voleur
- René Koval : Le pasteur
- Betty Stockfeld : Betty
- Roland Toutain : Le prince de Fontenoy
- Willis